# Archeofyt
Archeofyt (Grieks: ἀρχαῖος, archaios "oud" en φυτόν phytón "plant") is een biogeografische statusaanduiding voor planten en betekent dat een taxon (meestal een soort) zich na de laatste ijstijd en vóór 1492, met hulp van de mens heeft gevestigd. 
Een archeofyt kan hemerochoor (gecultiveerd, in cultuur) zijn. Planten die na 1492 zijn ingeburgerd worden neofyten of exoten genoemd. Archeofyten worden in het kader van de natuurbescherming als inheems beschouwd, maar neofyten niet.
Het onderzoek naar de verspreiding van planten wordt chorologie genoemd. Midden-Europese archeofyten komen bijna allemaal uit het Middellandse Zeegebied en de aangrenzende West-Aziatische gebieden. Met de opkomst van de akkerbouw en in de Romeinse tijd zijn ze via Midden-Europa verspreid.
Vele archeofyten staan door de intensivering van de akkerbouw op de rode lijst voor planten als bedreigd.
Voorbeelden zijn bolderik (Agrostemma githago), wilde haver (Avena fatua), korrelganzenvoet (Chenopodium polyspermum), klein streepzaad (Crepis capillaris), kroontjeskruid (Euphorbia helioscopia), driehoornig walstro (Galium tricornutum), smalle weegbree (Plantago lanceolata), groene naaldaar (Setaria viridis), ringelwikke (Vicia hirsuta).

Archeofyten
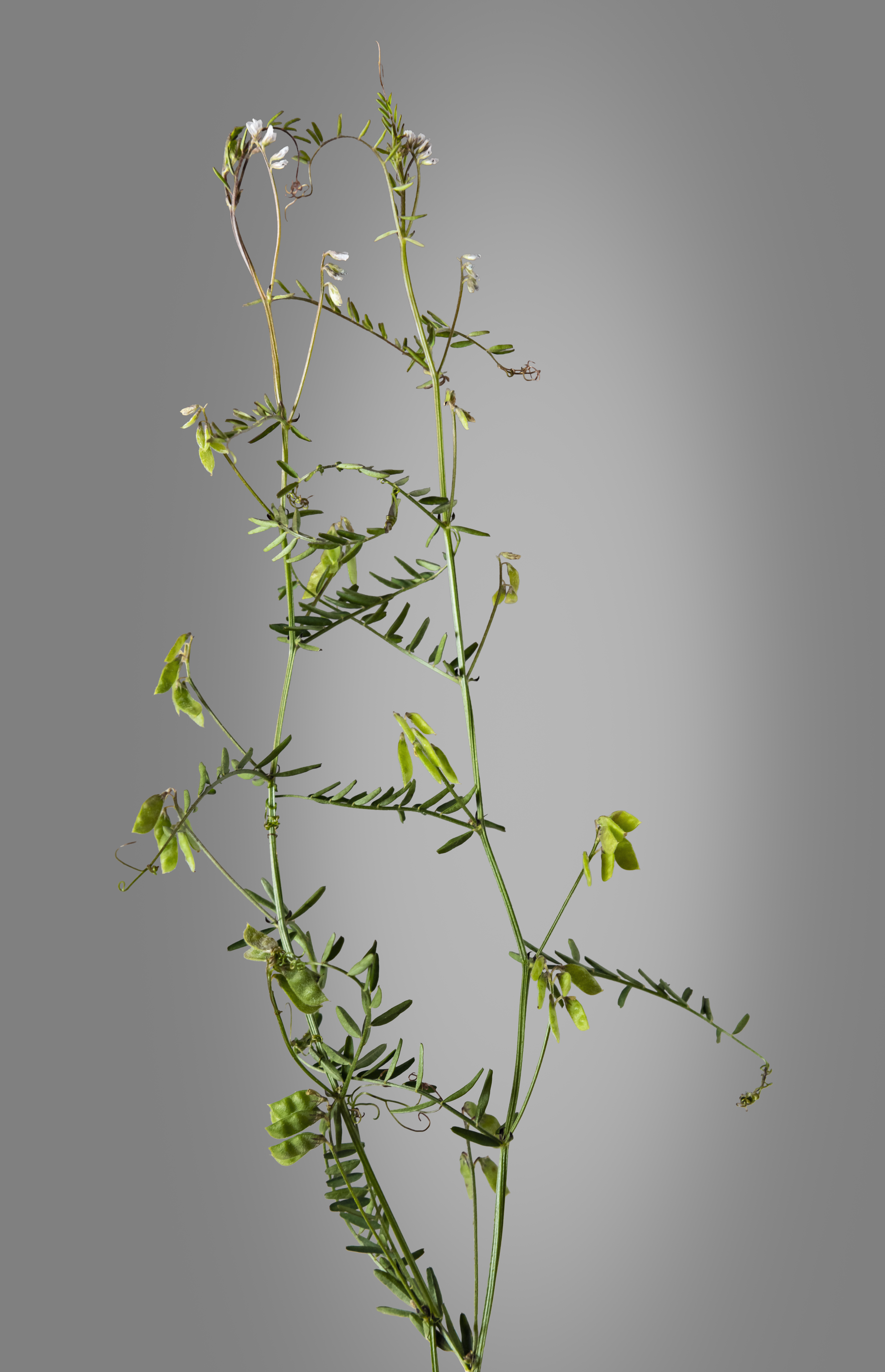
Ringelwikke
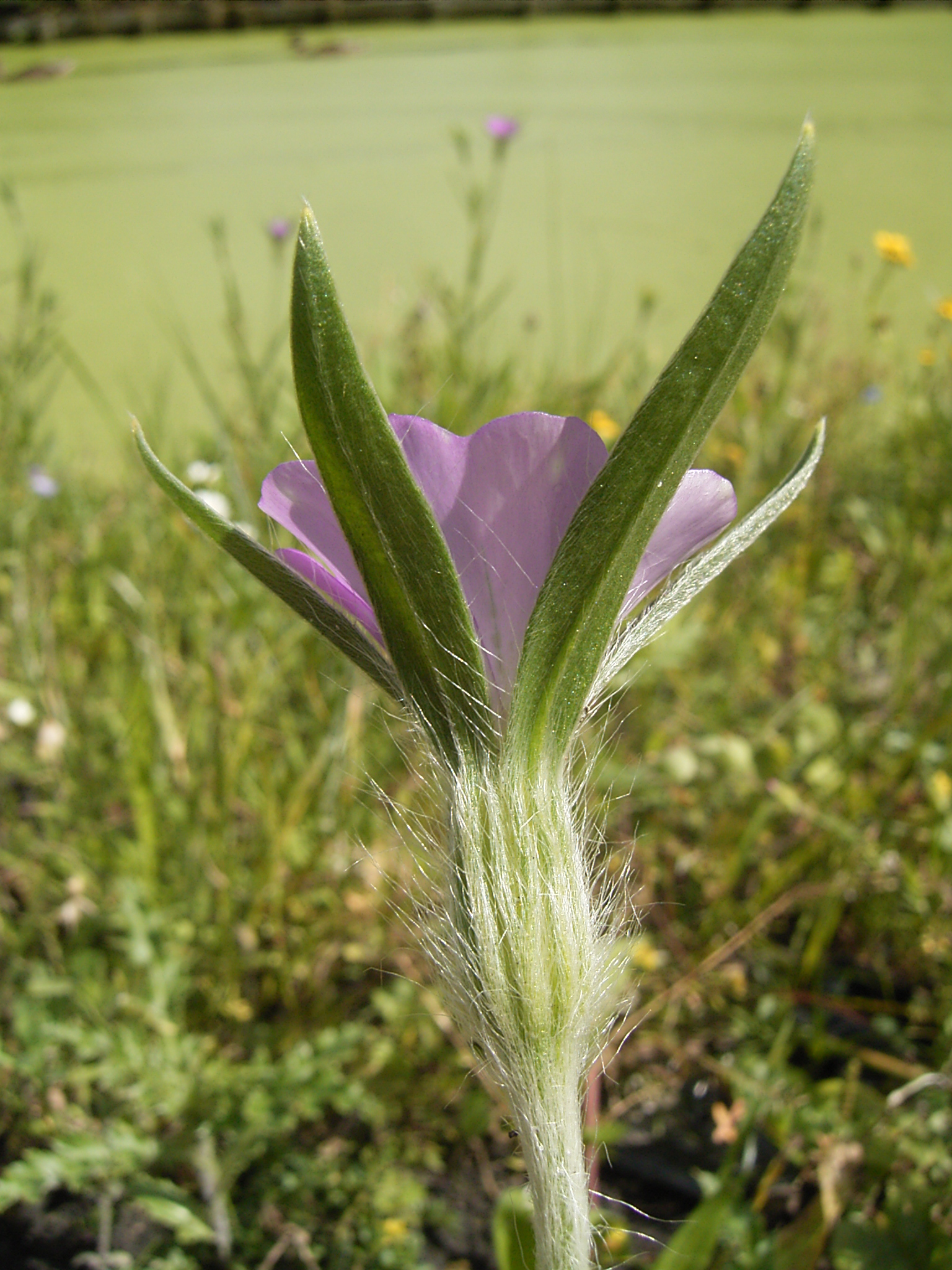
Bolderik
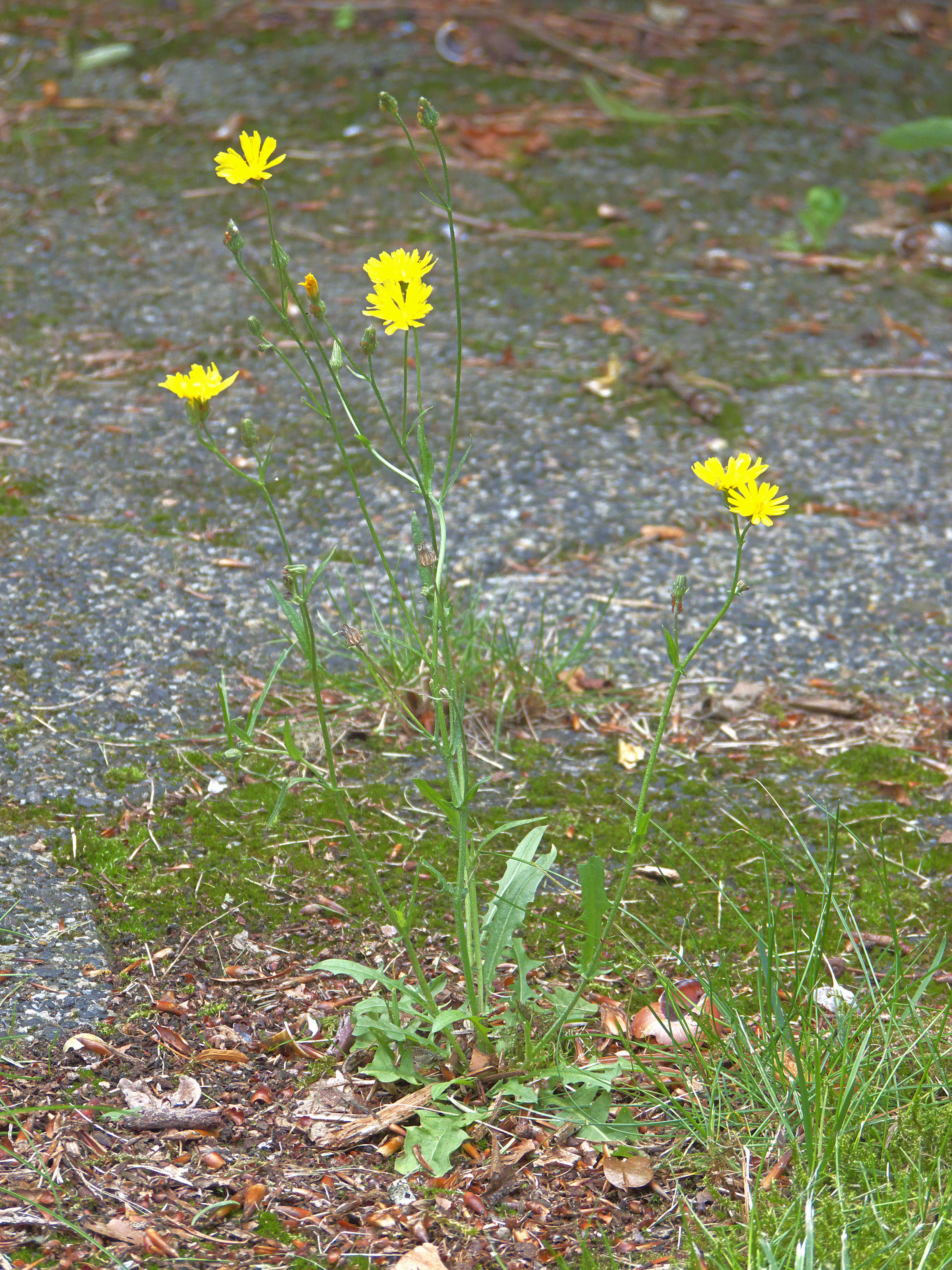
Klein streepzaad
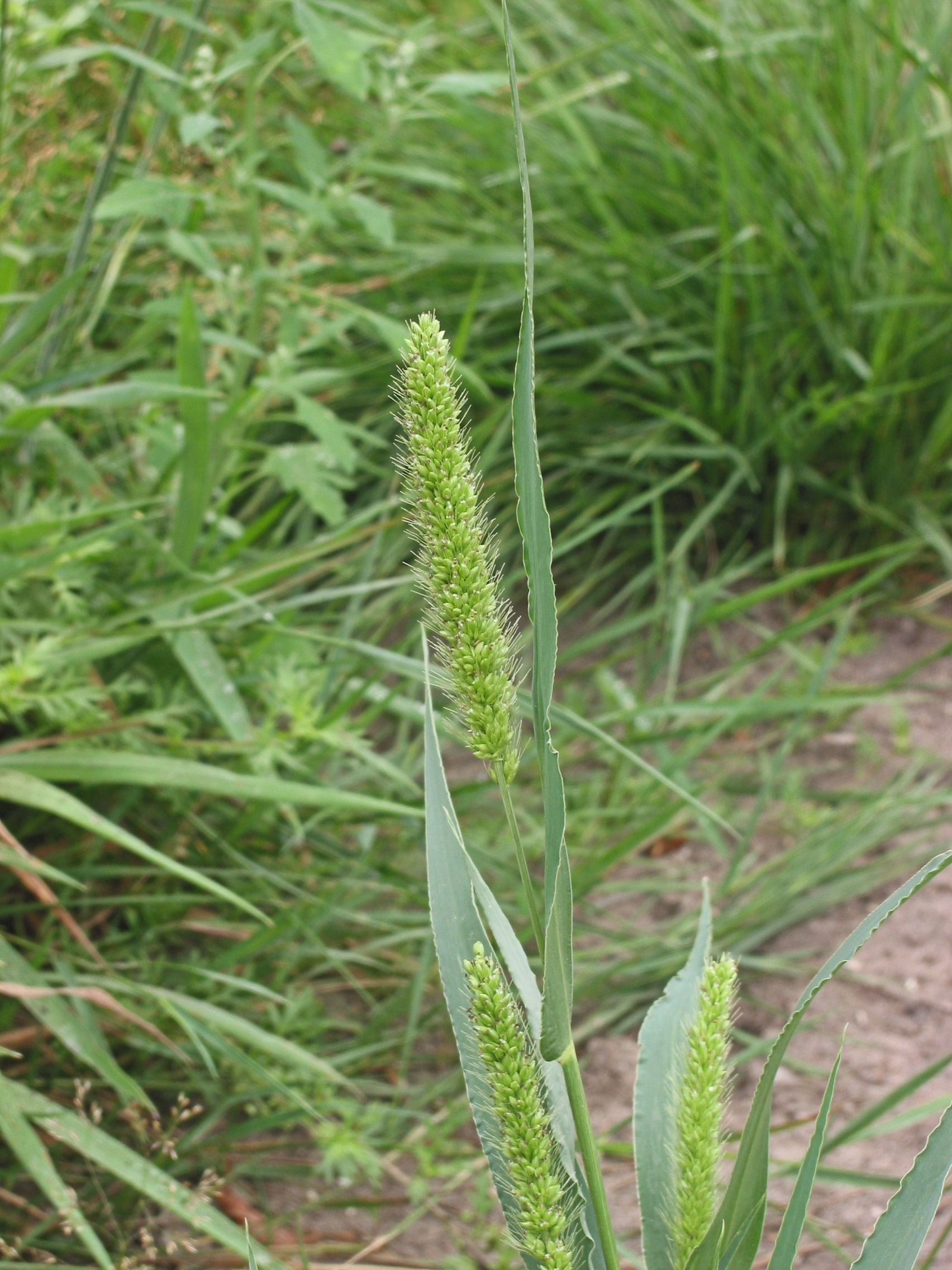
Groene naaldaar
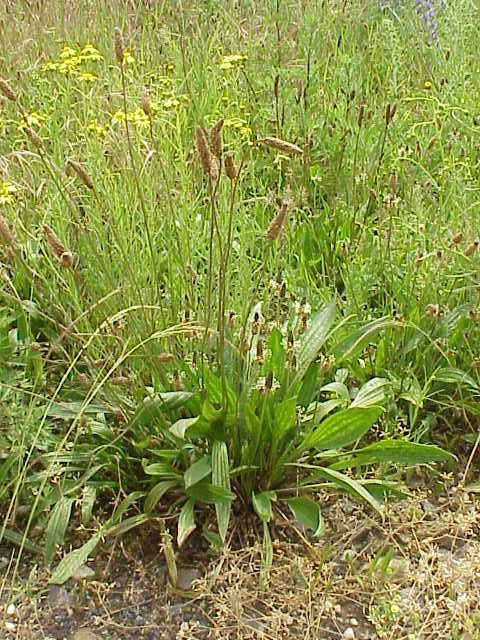
Smalle weegbree
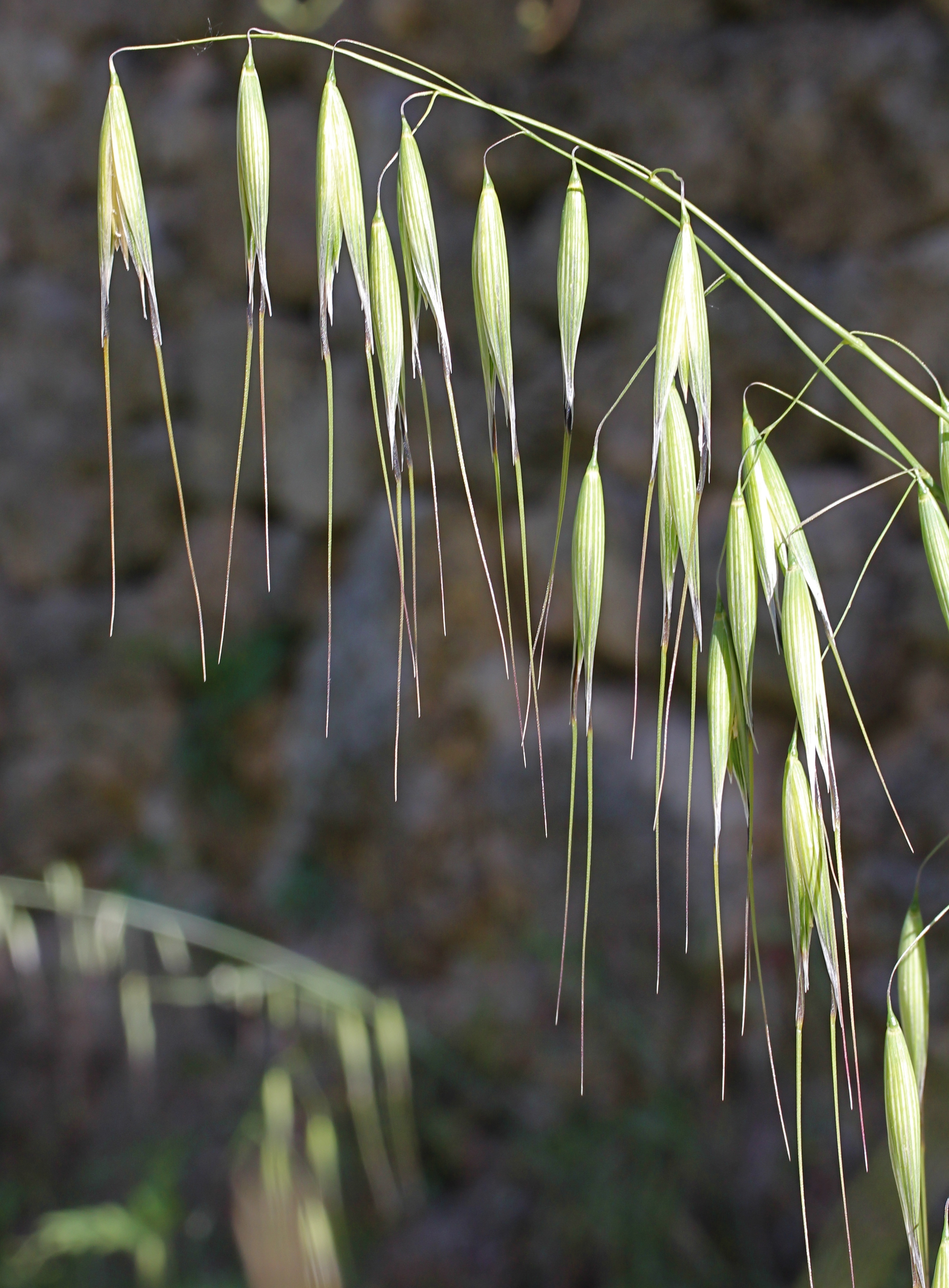
Wilde haver

Ook de cultuurgewassen, zoals appel, peer, pruim, gewone tarwe en gerst.